# L'Appel de Minine
L'Appel de Minine (Minine sur la place de Nijni Novgorod, appelant le peuple à faire des dons ; en russe : Воззвание Минина) est un tableau sur un thème historico-patriotique réalisé par le peintre russe Constantin Makovski, en 1896. Il est présenté pour la première fois au public lors de la 16e exposition industrielle et artistique de toute la Russie à Nijni Novgorod. Il a été ensuite offert à la ville en l'honneur du 300e anniversaire des Romanov. Jusqu'en 1972, la toile se trouvait dans la salle des armoiries de la douma de la ville de Nijni Novgorod, puis elle a été transférée au musée des Beaux-Arts de Nijni Novgorod, où on peut encore la voir aujourd'hui. Cette œuvre est la plus grande peinture de chevalet historique existant en Russie.

## Sujet du tableau
Les évènements qui se sont produits lors des temps de troubles ont constitué la base de l'intrigue du tableau. Kouzma Minine, le marchand et échevin de Nijni Nogorod qui souleva les Russes contre la domination polonaise en 1612, prononce un discours sur la place principale de Nijni Novgorod, devant l'église Saint-Jean-Baptiste. Il s'adresse à la foule rassemblée autour de lui et lui demande de faire des dons pour pouvoir créer une milice de protection et de libération de la patrie de ses ennemis polonais qui occupent une partie de la Russie. Ce discours trouve un écho dans les cœurs de toute la population rassemblée autour de lui. Toutes les couches de cette population, jeunes et âgées se retrouvent parmi elle,. Sur le plan historique, il existe très peu d'informations confirmées à propos de cet évènement, mais l'artiste a complété le peu d'informations avec d'autres renseignements, étroitement liés à l'évènement peint sur la toile. Ainsi, par exemple, dans la partie droite de la toile est représentée la procession de l'icône de Notre-Dame de Kazan provenant de la cathédrale de la décollation de saint Jean Baptiste à Zaraïsk (ru). Hermogène, patriarche de Moscou, a envoyé cette icône à Nijni Novgorod pour qu'elle y soit conservée et elle est devenue le symbole de la protection du pays contre ses ennemis. Makovski a réussi à transmettre le sentiment patriotique, l'esprit d'unité, combinant ainsi la multiplicité des idées sous-jacentes, la multitude de personnes au caractère différent.
Maxime Gorki décrit comme suit les traits relevés dans ce tableau : 

« La foule se répand de la montagne comme une avalanche depuis les murs gris et sévères du Kremlin… Partout l'on voit des robes éclatantes, des coffrets précieux, de la vaisselle en argent, des étoffes, des brocards, de la soie trainent sur le sol au pied des participants. Une jolie femme de boyard, les yeux ardents, le visage mat et pâle, retire une boucle de son oreille… Derrière Minine, un jeune soldat casqué porteur d'une lourde hache hurle, les yeux injectés de sang… Partout l'excitation est terrible et s'exprime vivement… La foule est très typique et on ressent que c'est bien là le peuple de Nijni Novgorod ; toute la ville se lève, s'agite et grogne, prête à tout casser. »

## Description
D'un point de vue documentaire, cette toile ne peut pas être considérée comme authentiquement historique, car de nombreux personnages sont introduits pour créer un effet de masse populaire et révéler des détails discrets. Makovski, collectionneur et grand connaisseur d'objets antiques, était réputé pour son attitude scrupuleuse en matière de reproduction fidèle des composantes physiques de ces objets. Sur ses toiles, les métaux, les pierres précieuses, les tissus semblaient très naturels. Cela vient du fait que l'artiste passait beaucoup de temps à rechercher l'authenticité d'échantillons de ses collections d'antiquités ou de collections étrangères avant de les représenter sur ses tableaux. Outre de riches objets, vêtements, bijoux, icônes, tasses, bougeoirs, produits artisanaux divers, la toile révèle une centaine de portraits détaillés. Makovski aimait en effet observer les visages et en tracer des croquis avant de les reproduire sur ses toiles.
La composition de l'image est divisée en plusieurs parties. Dans le fond apparaît le kremlin de Nijni Novgorod, dont les tours (la tour blanche, la tour Ivanov, la tour de l'horloge) sont visibles entièrement ou pour partie. Leur haut sous-bassement et leur toit ressemble aux tours du kremlin de Moscou. La partie centrale de la toile, plus proche, est plus dégagée et permet de mettre l'accent sur la figure principale de la scène, Minine, au centre, dont la pose et l'expression du visage transmet clairement l'humeur et la signification de son discours adressé à la foule assemblée. En même temps, il se distingue de la foule immense qui l'entoure. Cette foule provient de l'arrière-plan et se dissout en approchant de l'avant-plan. Au bas de la toile se trouvent un riche marchand et son épouse qui offrent des richesses qu'ils ajoutent aux dons amassés sur le sol devant une table, où un clerc enregistre scrupuleusement toutes les offrandes.

## Critique
Les critiques reconnaissent généralement que cette toile, comme d'autres de Makovski, sont porteuses de significations culturelles profondes du fait de son authenticité et du caractère précis de ses descriptions de personnages, vêtements, objets anciens. Alexandre Benois écrivait : « Essayez de découvrir Makovski et je vous assure que cela vous réussira et que vous verrez des œuvres magistrales de la peinture qui, de plus, ne sont pas dépourvues de poésie ». Pourtant la réaction à ce tableau a été mitigée. Beaucoup ont trouvé qu'il n'était pas assez coloré par rapport aux autres œuvres de l'artiste. Ainsi Maxime Gorki conclut dans son essai : « Quel beau tableau ! Peut-être est-il un peu terne, il y a peu de soleil, d'éclat… Tout cet or, cet argent, ces tissus, ces personnalités d'église ne brillent pas. Le ciel est couvert de légers nuages blancs, au milieu d'un ciel bleu, mais de soleil point… De la vie par contre cela y il en a suffisamment ». Et Maxime Gorki n'est pas le seul à exprimer cet avis. L'écrivain et publiciste russe Andreï Melnikov écrivait quant à lui : « Le tableau perd beaucoup à être exposé dans la salle municipale où il est mal éclairé… Un tableau de cette taille a été réalisé pour que l'éclairage de la partie supérieure, qui est important, diffuse de la lumière jusqu'à hauteur des yeux du spectateur ».
Makovski et Ilia Répine ont développé des relations que Répine décrit comme suit : « Il m'est sympathique, c'est une personnalité entière, maîtresse de son art, appréciée dans son pays ». Mais Constantin Makovski a eu l'occasion de voir le tableau de Répine Les Cosaques zaporogues écrivant une lettre au sultan de Turquie et lui a demandé des conseils pour réaliser des sujets historiques similaires. Répine réagit alors par la critique du style des toiles de Makovski : « Vous lui donnez un thème coloré. Mais la beauté dans la peinture est pour lui ce qui compte le plus. Il est vrai qu'il a compris le secret des combinaisons de peinture comme personne. Mais au-delà de cela de cherchez pas chez lui ni les gémissements des victimes, ni les souffrances cruelles des âmes, ni les cris de désespoir, ni le combat contre la volonté des agresseurs ».